# 6月民主抗争
6月民主抗争（6がつ みんしゅ こうそう）は、大統領の直接選挙制改憲を中心とした民主化を要求するデモを中心とした韓国における民主化運動の名称で、1987年6月10日から「民主化宣言（6・29宣言）」が発表されるまでの約20日間にわたって繰り広げられた。この民主抗争の結果、大統領直接選挙制改憲実現などの一連の民主化措置を約束する「6・29宣言」を全斗煥政権から引き出すことに成功した。

## 概要
任期6年目の全斗煥大統領にとって事実上最後の年となる1987年に入ると、大統領の直接選挙制を実現するための憲法改正を求める声は日増しに強くなってきた。しかし、全斗煥政権は直接選挙制改憲に対しては拒否する姿勢を崩さなかった。そして、4月13日に「今年度中の憲法改正論議の中止」と「現行憲法に基づく次期大統領の選出と政権移譲」を主旨とする所謂「4・13護憲措置」を発表し、現行憲法に規定された選挙人団選挙による間接選挙で次期大統領を選出することを明らかにした。

### 「国民運動本部」結成
この「4・13護憲措置」に対し、在野勢力や野党は一斉に反発、折しも1月15日にソウル大学校学生の朴鍾哲が警察による拷問で死亡した事件とそれに係わる隠蔽工作の発覚で政権の道徳性に対する批判が高まっていただけに、民主化の機運が更に盛り上がった。そして、5月27日に野党も含む広範な反政府勢力を結集した「民主憲法争取国民運動本部」（以下、国民運動本部）が結成され、4・13護憲措置撤廃、大統領の直接選挙制改憲を最大要求に掲げることで国民の支持を広げることが出来た。また、国本が結成される1週間ほど前の18日には、天主教正義具現全国司祭団の金勝勲神父が、朴鍾哲拷問致死事件についてさらなる真相を明らかにしたことで、政権に対する国民の不信感に火をつける結果となった。

### 「6・10デモ」
こうして、政府への不満と民主化を求める声が高まりを見せる中、国民運動本部は「朴鍾哲君拷問殺害の捏造・隠蔽糾弾と護憲撤廃国民大会」を与党・民主正義党（以下、民正党）の大統領候補を決定するための全党大会が行われた6月10日に合わせて開催した。無論、政府側は6万名余りの武装警察官を動員して会場を封鎖、国民運動本部の幹部を自宅軟禁にするなどして妨害したが、全国18都市でデモが発生、ソウル市中心部の明洞では警察に追われたデモ隊が明洞聖堂に籠城（15日まで）し、大学生やサラリーマンによる支援デモが聖堂の外で繰り広げられた。6・10デモの前日9日には、延世大学校学生の李韓烈（当時20歳、経営学科2年生）が戦闘警察が放った催涙弾の直撃を受けて重体となる事件が発生（7月5日に死亡）。催涙弾の乱射に対する抗議デモが全国各都市に拡大すると、国民運動本部は18日を「催涙弾追放の日」として大々的に運動を展開し、全国14都市で24万名がデモに参加、ソウル市では戦闘警察の一部が武装解除され、釜山でも市中心部の幹線道路が約4キロ余りにわたってデモ隊に占拠された。そして翌19日には全国79大学でデモが発生、20日夜には光州で20万人以上が参加するなど、デモは全国各都市に拡大した。

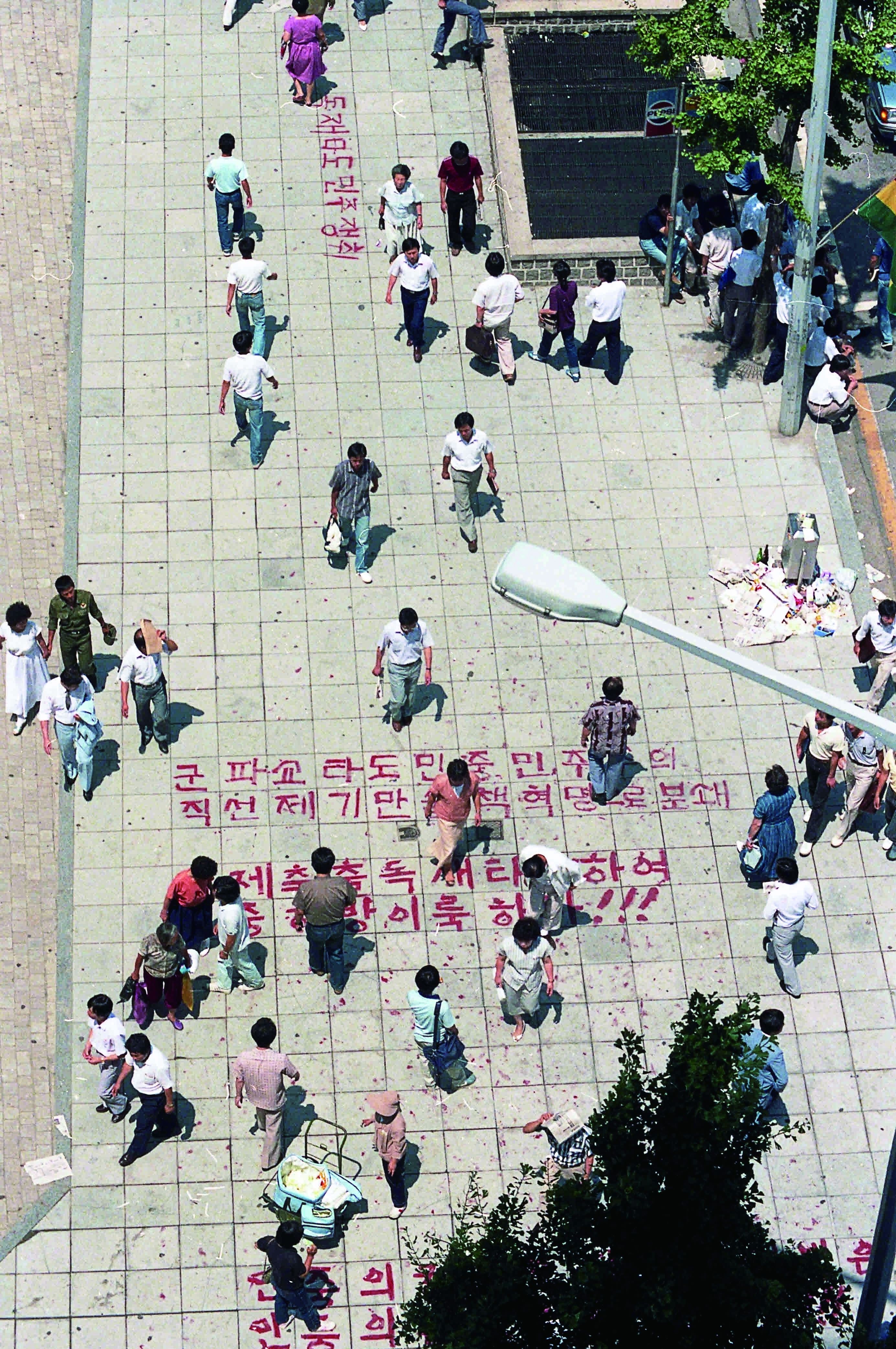
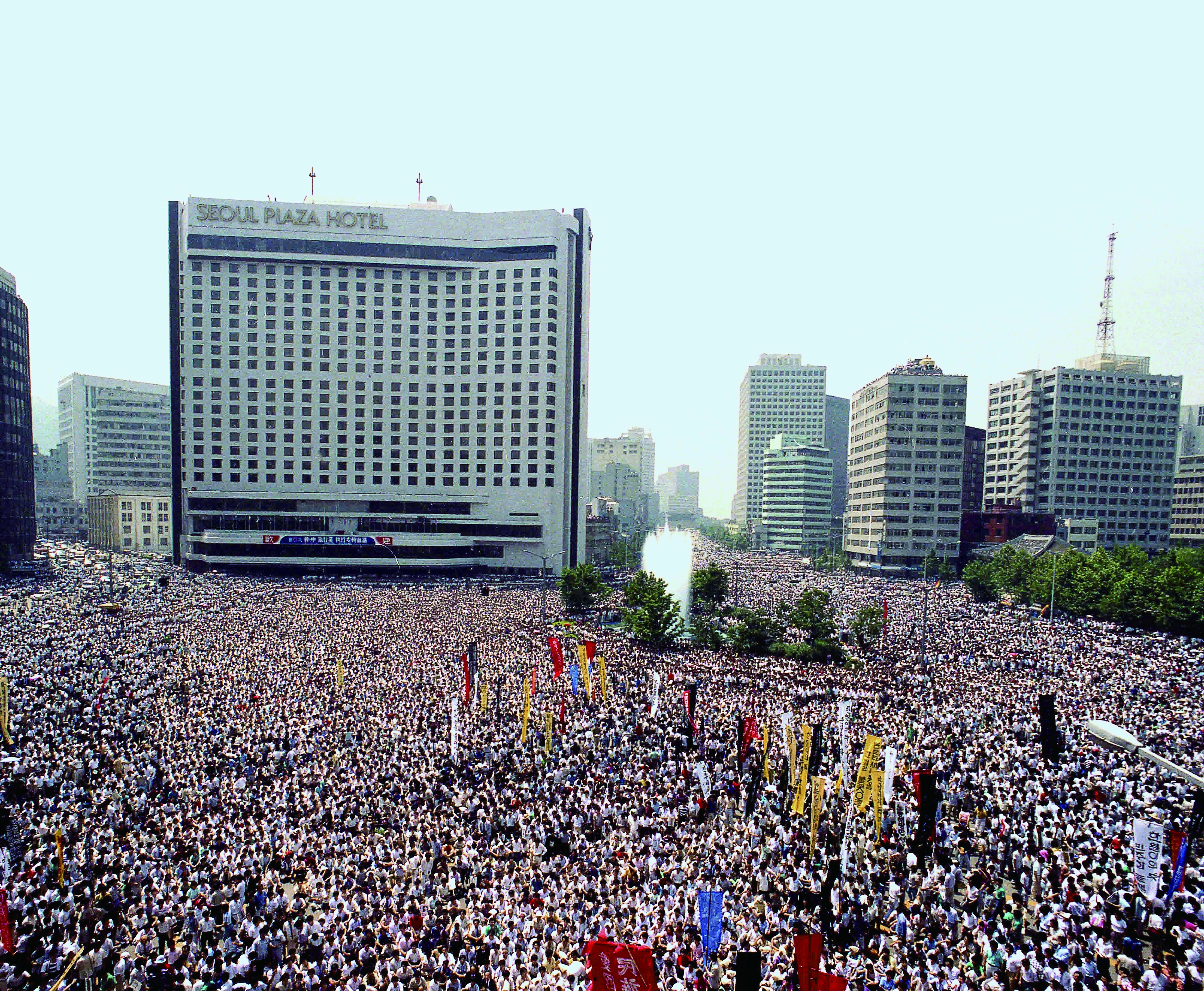
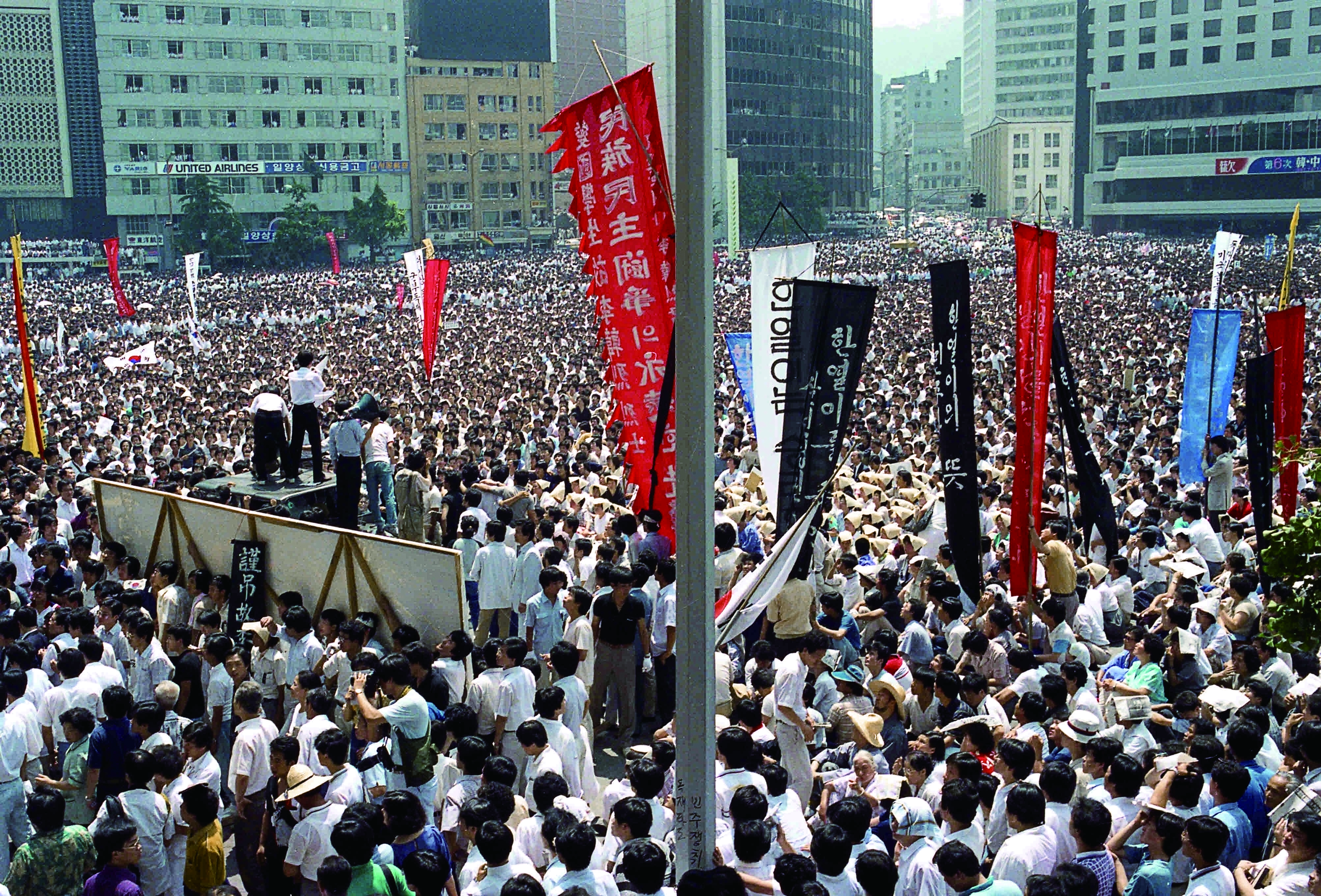
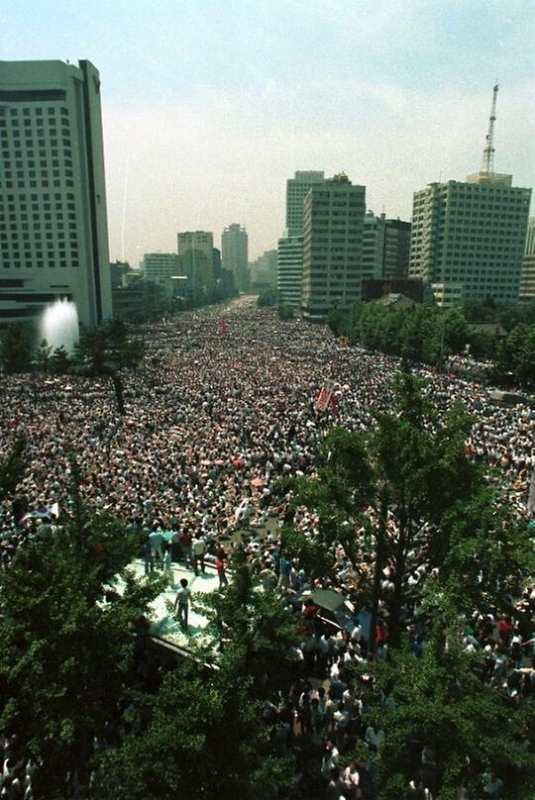
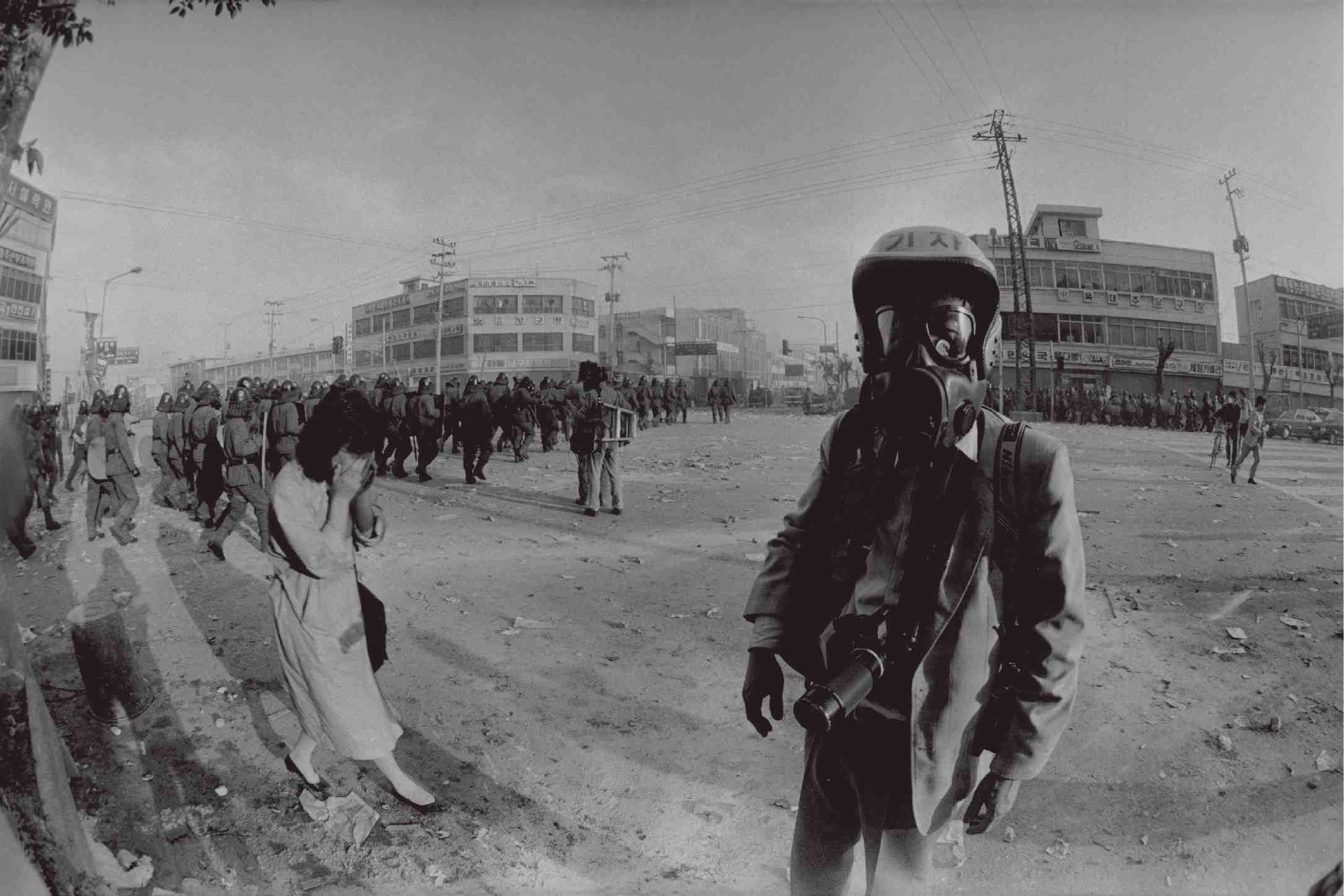
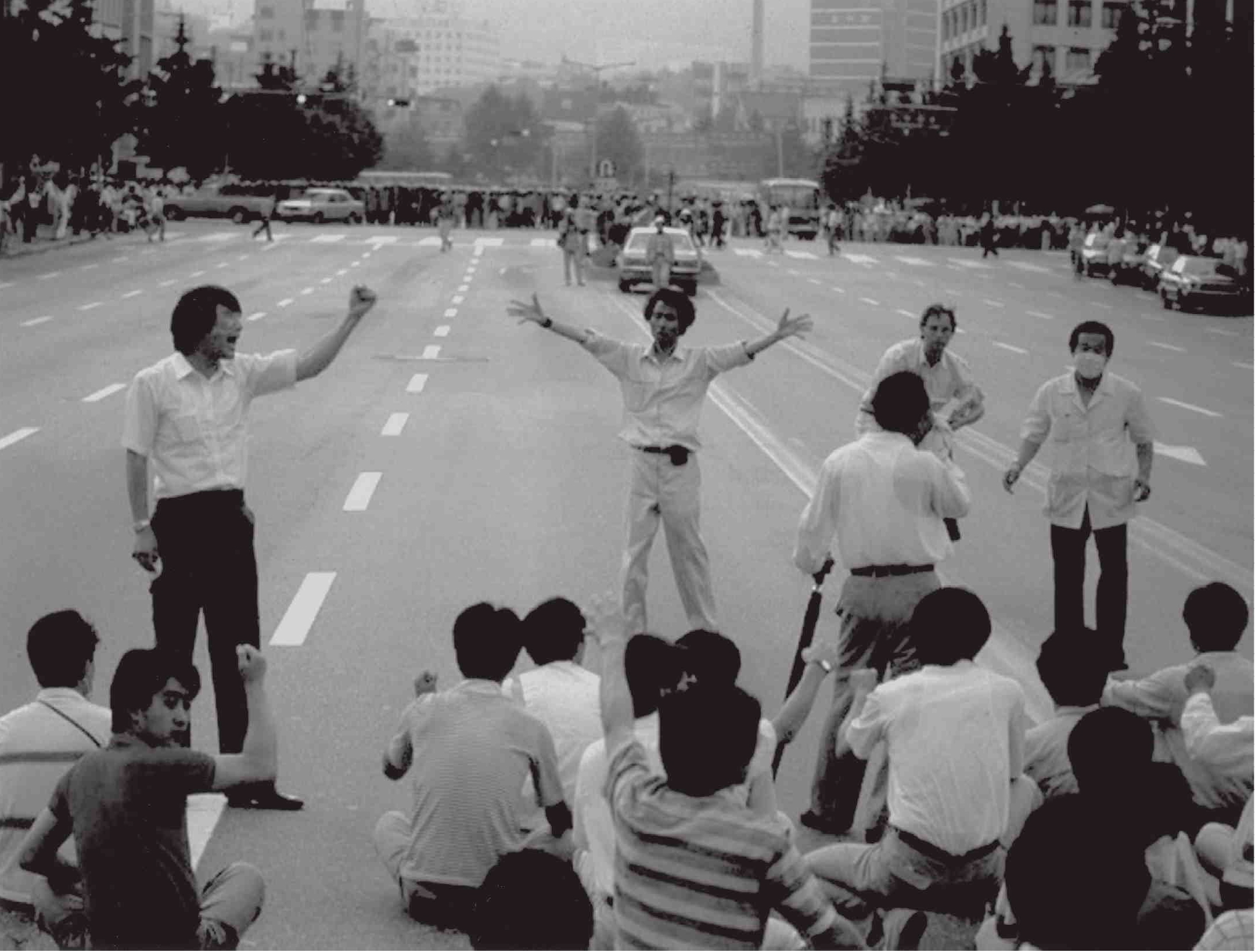

### 「6・26デモ」と「6・29宣言」

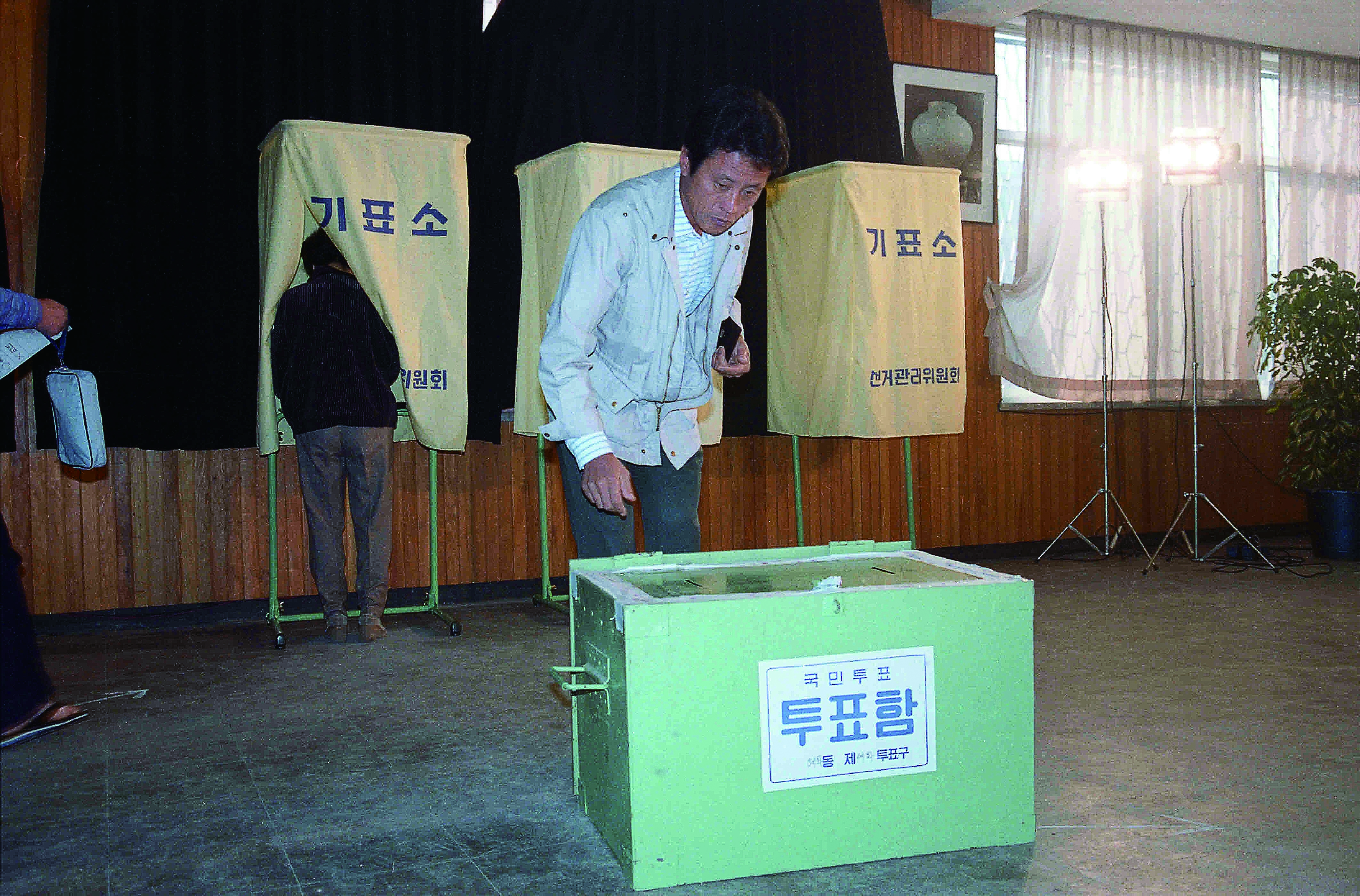
国民投票（1987年10月27日）

民主化要求デモが空前の盛り上がりを見せる中、（政権による）戒厳令の布告と軍出動の噂が飛び交った。その最中の6月20日、国民運動本部は声明を発表し、
1. 4・13護憲措置の撤廃
2. 6・10大会拘束者と良心囚（政治・思想犯）の釈放
3. 集会・デモ・言論の自由保障
4. 催涙弾使用の中止

などを求めた。そして、これらの要求が受け入れられない場合は、「国民平和大行進」を決行することも明らかにした。同月24日、全斗煥大統領と金泳三統一民主党総裁による会談が行われたものの具体的な成果がなかったことを受け、国民運動本部は26日、平和大行進を敢行した。官憲による実力阻止が行われたにもかかわらず、全国33都市と4郡で少なく見積もっても20万名以上（警察発表は5万8千名、国民運動本部の推算では180万名）が参加し、デモが行われた。この日の行われたデモでは、全国で3,467名が連行、警察署2箇所と派出所29箇所、民正党地区党舎4箇所、市庁舎4箇所、警察車両20台が火焔瓶で燃やされたり、破損するなどの被害を受けた。
この日行われたデモで事態の深刻さを痛感した政府与党は、盧泰愚民正党代表最高委員による時局収集宣言、いわゆる「6・29宣言」を発表し、大統領の直接選挙制会見を行うことと、金大中の赦免・復権など民主化措置を実行することを表明するに至った。そして翌30日に盧泰愚代表が全斗煥大統領に申し入れを行い、7月1日に大統領がこれを受け入れたことで大統領直接選挙制を軸とする民主化が実現される運びとなった。

#### 6・29宣言の要点
1. 大統領直接選挙制改憲と88年の平和的政権移譲
2. 大統領選挙法改正による公正選挙の実施
3. 金大中の赦免・復権と時局関連事犯の釈放
4. 拘束適否審（適法か否かの審議）の拡大など基本的人権強化
5. 言論基本法の廃止、地方駐在記者制度の復活、プレスカード廃止など言論制度の改善
6. 地方自治及び教育自由化実施
7. 政党活動の保障
8. 社会浄化措置の実施、流言飛語の追放、地域感情解消などによる相互信頼の共同体形成

6・29宣言をうけて政府は、7月9日に金大中民主化推進協議会共同議長を含む政治犯らの赦免・復権を発表。そして与野党は憲法改正作業に着手、大統領直接選挙制導入を軸とする改憲案は10月12日に国会を通過、同月27日に行われた国民投票で9割以上の賛成を得て、確定し29日に第六共和国憲法が公布された。

## 「6月抗争」成功の背景
6月民主抗争の結果、政権与党側の「6・29宣言」を引き出すことに成功し民主化が実現された大きな理由は、学生運動圏と在野勢力人士、野党圏が民主大連合という大きな枠組みの下、一致結束して民主化運動を戦ったことにある。従来、学生運動圏と野党勢力は、方針を巡って対立や葛藤することもあったが、6月抗争では運動の司令塔的存在である国民運動本部に学生が歩調を合わせたことで組織的な運動を大規模に展開することが可能になった。同時に、この6月抗争ではそれまで学生や在野の知識人が主体となっていたデモにサラリーマンや商店主など各界各層の一般市民が多数参加しており、民主化要求が幅広い国民の要求となっていることを示すのに大きな効果があったといえる。
一方の全斗煥政権も翌年にソウルオリンピックを控え、強硬措置を執ることが困難になっていた上、政権の後ろ盾となっていたアメリカもレーガン大統領が親書を送って戒厳令宣布に反対すると共に民主化を促進するよう促したことも、大きな影響を与えた。加えて政権の主要支持基盤の一つでもある軍内部でも強硬措置に反対する意見も出ていた。当時軍の主流派は全斗煥などが軍時代に結成した秘密組織「ハナフェ」のメンバーが占めていたが、ハナフェのメンバーである陸軍特殊戦司令官の閔丙敦中将は「光州事件のようなことがソウルで起きれば国が破滅する」として、同じくハナフェメンバーで国軍保安司令官の高明昇中将と共に戒厳令布告・強硬鎮圧に反対すると共に、もし政権側が強硬措置撤回を拒否した場合に備えて大統領官邸を制圧するクーデター計画を立案していた。
加えて、政権与党側が反政府勢力側に譲歩する形で「6・29宣言」を発表したことで、1960年の4月革命の時とは異なり「新軍部」勢力が民主化後も政治勢力（政党）の一員として参加することが可能となっただけでなく、権威主義政権から民主主義体制へのスムーズな進展を可能としたことも指摘できる。

## 関連作品
映画
- 『1987、ある闘いの真実』（2017年、チャン・ジュナン監督）
- 『オン・ザ・ロード〜不屈の男、金大中〜』（2024年、ドキュメンタリー）

テレビドラマ
- 『第5共和国』（2005年、MBC）
- 『スノードロップ』（2021 - 2022年）